# 費利蒙大橋

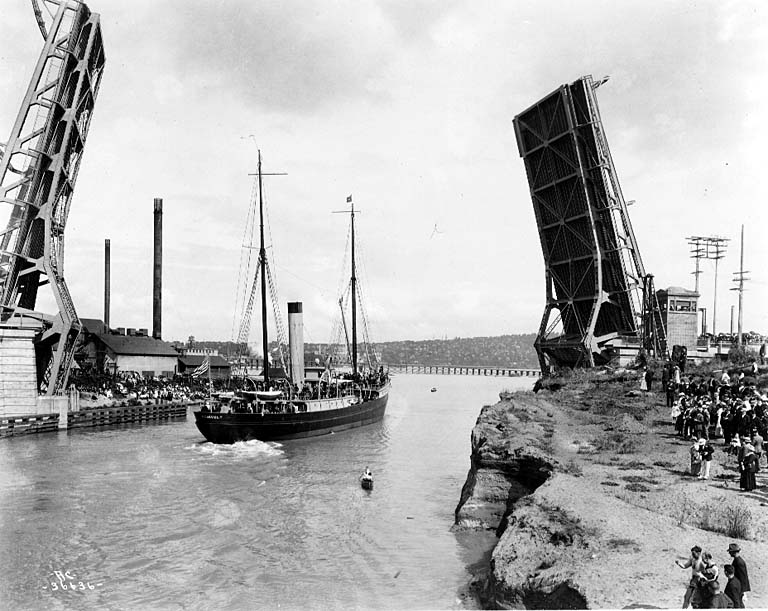
費利蒙大橋為讓船隻通過华盛顿湖运河而打开，拍攝於1917年7月4日

費利蒙大橋（英語：Fremont Bridge）是一座双叶上開橋，跨越位於华盛顿州西雅圖的費利蒙河岸。費利蒙大橋连接費利蒙道北和第四大道北，並连接鄰近的費利蒙區和安妮女王區。

## 概况
由於費利蒙大橋橋高只有30英尺（9.1米），大橋平均每天需要開合35次，並因此而成為全美國最經常需要開合的上開橋，以及成為世界上一座極為繁忙的上開橋。美國聯邦法律赋予水上交通工具優先於陸上交通工具通行的權利，但是費利蒙大橋在繁忙時間時並不會開放予水上交通工具通行。

## 历史
費利蒙大橋在1917年6月15日（星期五）通车，造價為41萬美元。第一辆通过费利蒙大桥的车辆是「猫头鹰车」（一辆無軌電車），而这也是西雅圖無軌電車的最后一次运行；在同日清晨5時，大桥开放予所有其他交通使用。由於华盛顿湖运河在同年同月4日啓用，基於费利蒙大桥將会跨越运河的緣故，大桥的通车日期曾出现混亂。費利蒙大橋是四座跨越運河的上開橋之中首座通車的大橋，其餘三座分別是巴拉德大橋（1917年通車）、大學橋（1919年通車），以及蒙特萊克大橋（1925年通車）。費利蒙大橋在1982年被國家史蹟名錄收錄，同時也是西雅圖的城市地標，ID為110347。
在1985年的一個街頭集市，市民通过投票選出蓝色和橙色作為費利蒙大橋漆上的顔色。
在2006年，費利蒙大橋進行了總額為數41.9万美元的活化工程项目以便重建大橋兩端以及車輛維修間，以及維修大橋的開合機關與電力制動系統。工程在2007年5月完成，並在2008年春季作最後一次測試。在2014年，西雅圖市政府重新油漆大桥。
在2018年2月，費利蒙大橋上永久安置了一個藝術品，作為一位藝術家的創作計劃一部分，而計劃是因應費利蒙大橋與運河上的另外兩座上開橋的百週年紀念而設的。費利蒙大橋是西雅圖三座將會安裝燈飾的大橋中首座完成安裝的，而如果資金足夠，巴拉德大橋與大學橋也將會安裝燈飾。

## 外部連結
- 威廉·C·魯格尼茨 （页面存档备份，存于）（1906—1944）文件。1.68立方英尺（5箱）。华盛顿大学图书馆特别藏品：华盛顿州劳动档案 （页面存档备份，存于）；包含費利蒙大橋的详细信息，包括：位置、所使用的物料，以及估计工程费用。